# Neumann Kaffee Gruppe
Neumann Kaffee Gruppe (NKG) er en tysk kaffevirksomhed, der varetager hele spektret indenfor kaffe. De ejer kaffeplantager og importerer kaffebønner, de har egne risterier og kaffemøller og har et stort antal egne mærker, der markedsføres og sælges i 26 lande. I alt er der 50 datterselskaber og 2.200 ansatte. Virksomheden er familiejet i 13. generation af David M. Neumann.
I 1934 begyndte Hanns R. Neumann et kaffeagentur i Hamborg. I 1988 opkøbte Neumann kaffevirksomheden Bernhard Rothfos AG (gegründet 1922). Michael R. Neumann overtog virksomheden i 1989.